# 馬泰奧·波利塔諾
馬泰奧·波利塔諾（義大利語：Matteo Politano；1993年8月3日—）是一位意大利足球運動員，司职前鋒。他現在效力於意甲球隊那不勒斯。他也代表意大利國青隊參賽。

## 榮譽
拿坡里
- 義大利盃冠軍：2019–20[4]
- 意甲冠軍：2022–23[5]，2024–25[6]

## 外部連結
- Soccerway資料庫：馬泰奧·波利塔諾